# تکنیپ‌اف‌ام‌سی
تکنیپ‌اف‌ام‌سی (انگلیسی: TechnipFMC) شرکت خدمات نفتی فرانسوی‌آمریکایی است، که در سال ۲۰۱۷ تأسیس شد.